# Uxelles
Uxelles település Franciaországban, Jura megyében. Lakosainak száma 65 fő (2022. január 1.). Uxelles Charcier, Bonlieu, Charézier, Cogna, Denezières, Saugeot és Vertamboz községekkel határos.

## Népesség
A település népessége az elmúlt években az alábbi módon változott:
| Lakosok száma | 47   | 47   | 44   | 42   | 48   | 52   | 55   | 59   | 61   | 65   |
|               | 1968 | 1982 | 1990 | 2006 | 2013 | 2015 | 2017 | 2019 | 2020 | 2022 |